# Sühudi

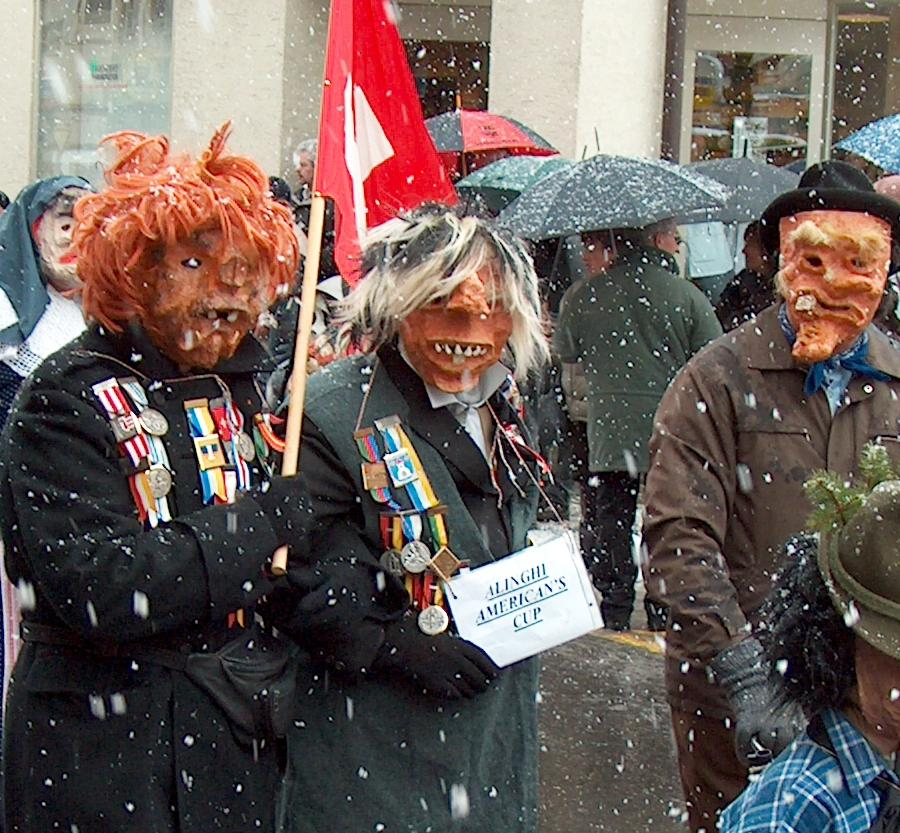
Sühudi in Einsiedeln

Das Sühudi ist eine Figur der Einsiedler Fasnacht. Es tritt am Güdelmontag (Rosenmontag) am Sühudiumzug auf. Das Sühudi ist mit alten, aber sauberen Kleidern bekleidet. Damen- und Herrenkleider werden oft kombiniert, wobei aber nichts richtig passen soll. Vor dem Gesicht trägt ein Sühudi eine aus Pappmaché selbst gefertigte Maske, am besten voller Warzen, Beulen und Geschwüren wie Aussätzige, mit riesigem Kinn und großer Nase. Das Sühudi darf nicht schön im ästhetischen Sinn, sondern soll eine schaurig schöne, groteske Gestalt sein.
Jedes Sühudi hat ein eigenes Thema, welches es persifliert. Obschon ein Sühudi oft eine etwas schauerliche Gestalt hat, geht es niemals darum, die Zuschauer zu erschrecken. Ein wirkliches Sühudi geht auf die Zuschauer zu. In einem Zwiegespräch und mit verstellter Stimme (sog. breugen) trägt es seine Persiflage vor, es intrigiert, wie die Einheimischen sagen.
Es handelt sich um eine ältere Fasnachtsfigur, deren Ursprung nicht gänzlich geklärt ist. Die Figur lässt sich bis ins 19. Jahrhundert zurückverfolgen, ist aber vermutlich noch älter. Es bedarf kaum eines finanziellen Aufwandes um sich in ein Sühudi zu verwandeln. Eine passende Maske lässt sich mit einfachen Mitteln selbst herstellen. Somit war es bereits in früherer Zeit auch ärmeren Bevölkerungsschichten möglich, sich in Form dieser Figur am Fasnachtsgeschehen zu beteiligen. Entsprechend frech, originell und aktuell tritt ein Sühudi auf.